# Stazione di Buronzo
La stazione di Buronzo è una stazione ferroviaria della linea Santhià-Arona, atta a servire l'omonimo comune. Risulta priva di traffico dal 2012.

## Storia

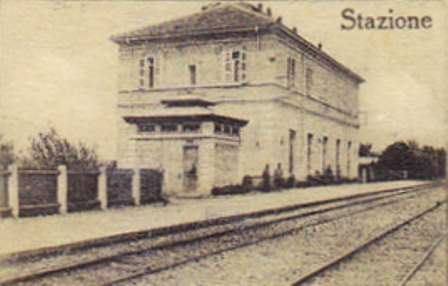
La stazione negli anni dieci del Novecento

Situata in aperta campagna, a meno di 1 km dal centro abitato, la stazione entrò in funzione il 16 gennaio 1905, con l'apertura del primo tratto fra Santhià e Borgomanero della linea Santhià-Arona. In origine era dotata di 3 binari.
Il movimento era svolto in regime di giunto telefonico mediante il quale il Dirigente Movimento coordinava il personale addetto al movimento della stazione nell'effettuazione di incroci e precedenze.
Oltre al servizio di biglietteria era possibile spedire posta o merci in piccole partite.
Nel 1987, con l'introduzione sulla linea ferroviaria del sistema di Controllo centralizzato del traffico (CTC), la stazione venne dotata di apparato ACEI, che sostituì i precedenti impianti per la manovra degli enti del piazzale comandati manualmente dal personale. Tale sistema permise il controllo a distanza, mediante Dirigente Centrale Operativo.
Dal 2000 la gestione dell'intera linea, e con essa quella della stazione di Buronzo, passò in carico a Rete Ferroviaria Italiana la quale ai fini commerciali classifica l'impianto nella categoria "Bronze".
La stazione risulta senza traffico dal 17 giugno 2012, per effetto della sospensione del servizio sulla linea. Nel 2016 risulta rimosso il binario d'incrocio e gli scambi.

## Strutture e impianti
La stazione era dotata di 3 binari passanti, di cuiː il primo per gli incroci o per precedenze, il secondo per il ricovero di carri merci (il binario era protetto da una apposita staffa a trasmissione rigida) il terzo di corretto tracciato. Tra il 1985 e il 1987, i lavori di riqualificazione della linea ferroviaria, resero l'impianto telecomandato a distanza con il sistema CTC, mediante il Dirigente Centrale Operativo oggi telecomandato da Torino Lingotto.
Il fabbricato viaggiatori, a due piani, fu chiuso all'utenza in occasione dell'automatizzazione degli impianti.

## Movimento
La stazione era servita da treni regionali di Trenitalia fino al 17 giugno 2012, giorno in cui l'esercizio ferroviario è sospeso per decisione della Regione Piemonte e sostituito da autocorse.